# 热力学第一定律
熱力學第一定律（英語：First Law of Thermodynamics）是熱力學的四條基本定律之一，能量守恒定律對非孤立系統的擴展。此時能量可以以功W或熱量Q的形式傳入或傳出系統。即：
{\displaystyle \qquad \mathrm {\Delta } E_{\rm {int}}=Q-W}
式中{\displaystyle \Delta E_{\rm {int}}}为系统内能的变化量，若系統对外界做正功，则{\displaystyle W}为正，反之則為負。
写成微分形式为：
{\displaystyle \qquad \mathrm {d} E_{\rm {int}}=\delta Q-\delta W}

## 阐述方式
1. 系統內能的變化等於其吸收的熱量減去系統對外界所作的功[1]。
2. 系统在绝热状态时，功只取决于系统初始状态和结束状态的能量，和过程无关。
3. 孤立系统的能量永远守恒。
4. 系统经过绝热循环，其所做的功为零，因此第一类永动机是不可能的（即不消耗能量做功的机械）。
5. 两个系统相互作用时，功具有唯一的数值，可以为正、负或零。

### 热力学第一定律功率平衡方程
{\displaystyle \qquad {dE_{\mathrm {sys} } \over dt}=\sum _{i}{\dot {Q_{\mathrm {i} }}}+\sum _{j}{\dot {W_{\mathrm {j} }}}+\sum _{e}{\dot {m_{\mathrm {e} }}}\cdot \left(h_{\mathrm {e} }+g\cdot z_{\mathrm {e} }+{1 \over 2}c_{\mathrm {e} }^{2}\right)-\sum _{a}{\dot {m_{\mathrm {a} }}}\cdot \left(h_{\mathrm {a} }+g\cdot z_{\mathrm {a} }+{1 \over 2}c_{\mathrm {a} }^{2}\right)}
这里：
- {\displaystyle \qquad {dE_{\mathrm {sys} } \over dt}}系统随时间的变化量。
- {\displaystyle \qquad {\dot {Q_{\mathrm {i} }}}}通过系统边界的热量。
- {\displaystyle \qquad {\dot {W_{\mathrm {j} }}}}通过系统边界的功。
- {\displaystyle \qquad {\dot {m_{\mathrm {e} }}}}流入系统内部的质量流。
- {\displaystyle \qquad {\dot {m_{\mathrm {a} }}}}流到系统外部的质量流。
- {\displaystyle \qquad h} 比焓。
- {\displaystyle \qquad g\cdot z}质量流所具有的势能。
- {\displaystyle \qquad {1 \over 2}c^{2}}质量流所具有的动能。

特例以及简化形式：
- 封闭系统：{\displaystyle \qquad \sum _{e}{\dot {m_{\mathrm {e} }}}\cdot \left(h_{\mathrm {e} }+g\cdot z_{\mathrm {e} }+{1 \over 2}c_{\mathrm {e} }^{2}\right)-\sum _{a}{\dot {m_{\mathrm {a} }}}\cdot \left(h_{\mathrm {a} }+g\cdot z_{\mathrm {a} }+{1 \over 2}c_{\mathrm {a} }^{2}\right)=0}
- 稳定系统：{\displaystyle \qquad {dE_{\mathrm {sys} } \over dt}=0}
- 绝热系统：{\displaystyle \qquad \sum _{i}{\dot {Q_{\mathrm {i} }}}=0}

## 參閱
- 熱力學
- 熱力學第零定律
- 熱力學第二定律
- 熱力學第三定律
- 不可逆性
- 卡諾定理
- 熵
- 餘熵
- 基態
- 熱寂
- 絕熱過程